# Pont des Décabristes
Le pont des Décabristes (ou pont des Décembristes) est un pont à poutres en acier traversant le canal Kryukov dans le district de l'Amirauté de Saint-Pétersbourg, en Russie. Le pont relie les îles Kolomensky et Kazansky . Il est répertorié monument d'histoire et de culture.

## Emplacement
Le pont des Décabristes est situé le long de l'axe de la rue des Décabristes (anciennement rue Ofitsersky ou rue des Officiers) . Le théâtre Mariinsky est situé à côté du pont.
En amont se trouve le pont Matveïevsky, en aval le pont Torgovy.
Les stations de métro les plus proches sont Sadovaïa, Sennaïa Plochtchad et Spasskaïa.

## Nom
Depuis 1798, le pont s'appelait Pont Ofitsersky, ayant été nommé d'après la rue Ofitsersky (des Officiers). Le 6 octobre 1923, le pont fut rebaptisé Pont des Décabristes ou Pont des Décembristes ,.

## Histoire
Le pont a été construit en 1783 - 1787, et réalisé selon la conception standard des ponts du canal Krioukov. Le pont des Décabristes était un pont en bois à trois travées sur des supports en maçonnerie de moellons et recouvert de granit. La travée centrale était mobile, et les latérales étaient des poutres. L'auteur du projet est inconnu .
En 1876, le pont a été reconstruit et élargi pour poser une ligne de tramway hippomobile .
En 1914, en lien avec l'augmentation de la circulation sur la rue des Officiers, le pont est reconstruit et élargi selon les plans de l'ingénieur A.P. Pchenitski. Des pieux supplémentaires ont été martelés à certains endroits pour l'expansion des supports et une dalle de béton a été posée. Pour cela, une partie de l'eau du canal Krioukov a été pompée et les travaux ont été effectués dans une fosse sèche . De nouvelles rampes ont également été installées.
En 1990, des travaux sont effectués pour remplacer le parapet en granit.

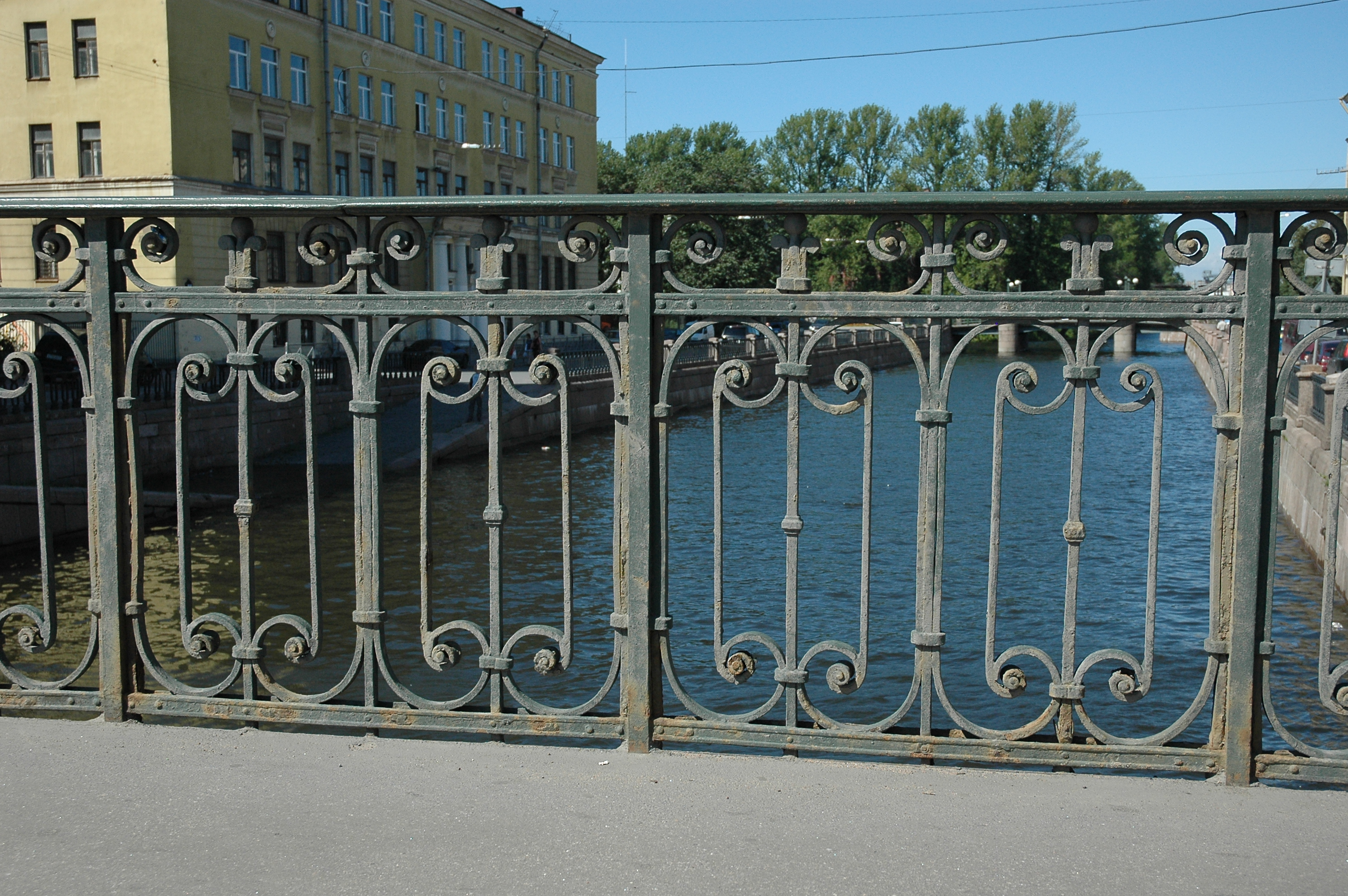
Garde-corps du pont

## Voir également
- Liste des ponts à Saint-Pétersbourg